# Tramlijn Steenbergen - Vogelenzang
De tramlijn Steenbergen - Vogelenzang was een tramlijn in Noord-Brabant. Vanaf Steenbergen liep de lijn via Klutsdorp naar station Vogelenzang te Halsteren.

## Geschiedenis
Op 30 augustus 1899 werd de lijn geopend door de Zuid-Nederlandsche Stoomtramweg-Maatschappij. In Steenbergen sloot de lijn aan op de tramlijnen van de ZNSM naar Oudenbosch en van de RTM naar Anna Jacobapolder. Bij Vogelenzang sloot de lijn aan op de Stoomtramweg-Maatschappij Antwerpen - Bergen op Zoom - Tholen.
Op 7 oktober 1934 werd het reizigersvervoer gestaakt en op 11 januari 1937 werd ook het goederenvervoer stilgelegd en de lijn opgebroken.

## Restanten
Van de lijn is weinig meer terug te vinden, wel bestaat het stationsgebouw van Station Vogelenzang nog steeds.